# 宮城県道113号船岡停車場線
宮城県道113号船岡停車場線（みやぎけんどう113ごう ふなおかていしゃじょうせん）は、かつて存在した宮城県柴田郡柴田町の東日本旅客鉄道船岡駅と宮城県道50号白石柴田線を結ぶ一般県道である。全区間宮城県道116号船岡停車場船迫線と重複しており、2019年3月29日に廃止された。

## 路線概要
- 起点：船岡駅
- 終点：宮城県柴田郡柴田町船岡（交差点＝宮城県道50号白石柴田線船岡駅前交差点）
- 延長：146 m

## 通過する自治体
- 柴田郡
  - 柴田町

## 接続する道路
- 宮城県道50号白石柴田線 （柴田町）
- 宮城県道116号船岡停車場船迫線 （柴田町）